# Monumento ai caduti (Reggio Calabria)

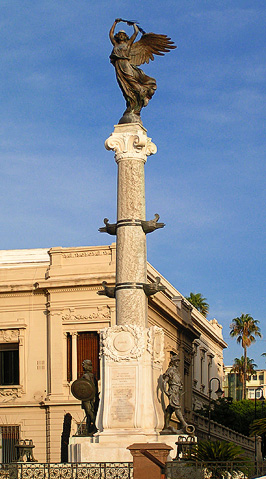
Il monumento ai Caduti di Reggio.

Il monumento ai Caduti di Reggio Calabria (o monumento ai Caduti di tutte le guerre) sorge sul lungomare Falcomatà, a Reggio Calabria.
Progettato da Francesco Jerace, artista polistenese, il monumento fu inaugurato nel maggio del 1930 alla presenza del re Vittorio Emanuele III.
È composto da una colonna rostrata, con alla sommità una statua in bronzo raffigurante la vittoria alata e recante nella mano destra una spada ed in quella sinistra la palma del martirio.
Alla base, due statue in bronzo rappresentano:
- un antico "guerriero Bruzio", che regge in braccio un vistoso scudo;
- un fante armato di fucile e di bomba a mano, posto sopra una bocca di cannone. È l’esatta copia del fante presente a Stefanaconi (VV) infatti la statua presente nel piccolo centro Vibonese era stata eseguita per la città di Reggio.

## Galleria d'immagini

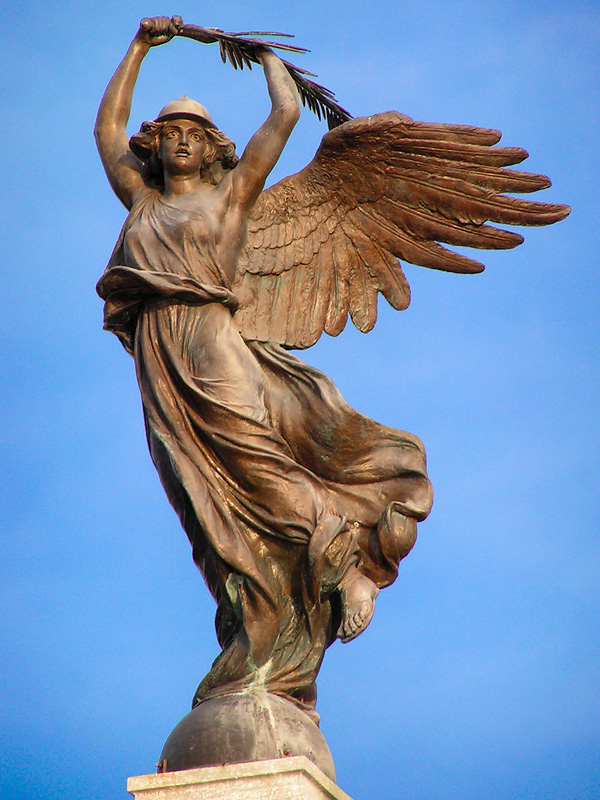
Particolare della Vittoria Alata sulla sommità della colonna.
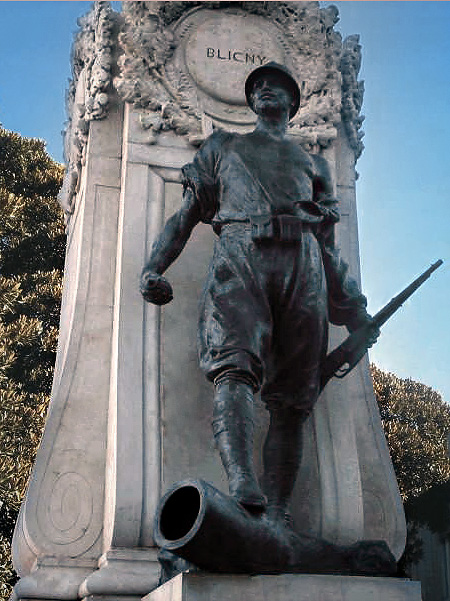
Particolare del fante armato sulla bocca di cannone.